# Seven PWCC
El Seven PWCC es un torneo oficial de Rugby 7 (Seven a Side) correspondiente al Circuito de Seven a Side Arusa y es organizado por Prince of Wales Country Club. La edición 2013 rindió un homenaje a Santiago Fuenzalida.

## Campeones
| Año  | Copa | Campeones            |
| ---- | ---- | -------------------- |
| 2013 |      | Universidad Católica |
| 2013 |      | Old John's           |
| 2013 |      | UST                  |